# El Mallol d'en Calç
El Mallol d'en Calç és una muntanya de 288 metres al municipi de Forallac, a la comarca catalana del Baix Empordà.